# Jürgen Leirich
Jürgen Leirich (* 14. Dezember 1938 in Halle an der Saale; † 19. Mai 2012 ebenda) war ein deutscher Sportwissenschaftler, Hochschullehrer und Turnfunktionär.

## Leben
Leirich studierte in Halle Sport und Deutsch und gehörte als aktiver Turner in den 1950er Jahren zur Spitze in der Deutschen Demokratischen Republik. Er betrieb zeitweilig auch Rudern und Stabhochsprung. Ab 1957 war er an der Martin-Luther-Universität Halle-Wittenberg Wissenschaftlicher Mitarbeiter, 1969 schloss er seine Doktorarbeit „Untersuchungen über Bewegungsvorstellungen und ihre Relevanz für die Optimierung des motorischen Lernens im Gerätturnen“ ab. Auch in seiner Habilitationsschrift, die Leirich 1979 ebenfalls in Halle vorlegte, beschäftigte er sich mit dem Thema Gerätturnen: „Untersuchungen über die Technik und Trainingsmethodik der Stützsprünge unter Berücksichtigung der langfristigen Entwicklung der sportlichen Leistung: ein Beitrag zur Technikobjektivierung und Methodologie der Leistungsdiagnostik im Gerätturnen“.
Zu Beginn der 1970er Jahre weilte er als Gastdozent an der Hochschule für Körpererziehung der Universität Bagdad und in 1980er in Algerien am Instuit für Körpererziehung und Sport in Algier. 1988 wurde Leirich an der Universität Halle-Wittenberg zum außerordentlichen Professor ernannt, nach dem Ende der DDR war er in den Jahren 1990 und 1991 Leiter des Instituts für Sportwissenschaft der Universität Halle-Wittenberg sowie bis 1993 Dekan des Fachbereichs Erziehungswissenschaft. 1993 trat er in Halle eine Professur für Sportmotorik an und hatte bis 1998 die Leitung des Fachbereichs Musik-, Sport- und Sprechwissenschaft inne.
Im Mittelpunkt seines Forschungstätigkeit stand das Gerätturnen: Leirich war Mitverfasser der Buchreihe „Turnen an Geräten“, von 1991 bis 1995 leitete er das Forschungsprojekt „Struktur, Technik und Terminologie des Gerätturnens“ sowie von 1997 bis 2002 das Projekt „Terminologie Gerätturnen“.
Als Funktionär war Leirich ab 1990 Gründungspräsident des Landesturnverbandes Sachsen-Anhalt und blieb bis 1996 Vorsitzender, zudem saß er im Hauptausschuss des Deutschen Turner-Bundes. Als Auszeichnung für sein Wirken zugunsten des Turnsports wurde Leirich die Walter-Kolb-Plakette verliehen.
Von 1990 bis 1992 war Leirich Vorsitzender des Fördervereins Friedrich Ludwig Jahn. 2004 wurde er stellvertretender Vorsitzender der Friedrich-Ludwig-Jahn-Gesellschaft und hatte dieses Amt bis zu seinem Tod inne.